# PK
A PK (oroszul: ПК – Пулемёт Калашникова, magyar átírásban: Pulemjot Kalasnyikova, magyarul: Kalasnyikov-géppuska), illetve modernizált változata a PKM a Szovjetunióban kifejlesztett és gyártott 7,62 mm-es géppuska, mely a 7,62×54 mm R peremes lőszert tüzeli. GRAU-kódja 6P6, a PKM esetében 6P6M. Sorozatgyártása még napjainkban is folyik a kovrovi Gyegtyarjov Gyárban (ZID). Ukrajnában 2014-től a kijevi Majak vállalat gyártja a másolatát KM–7,62 jelzéssel. Harcjárműbe szerelhető változata a KT–7,62.

## Története

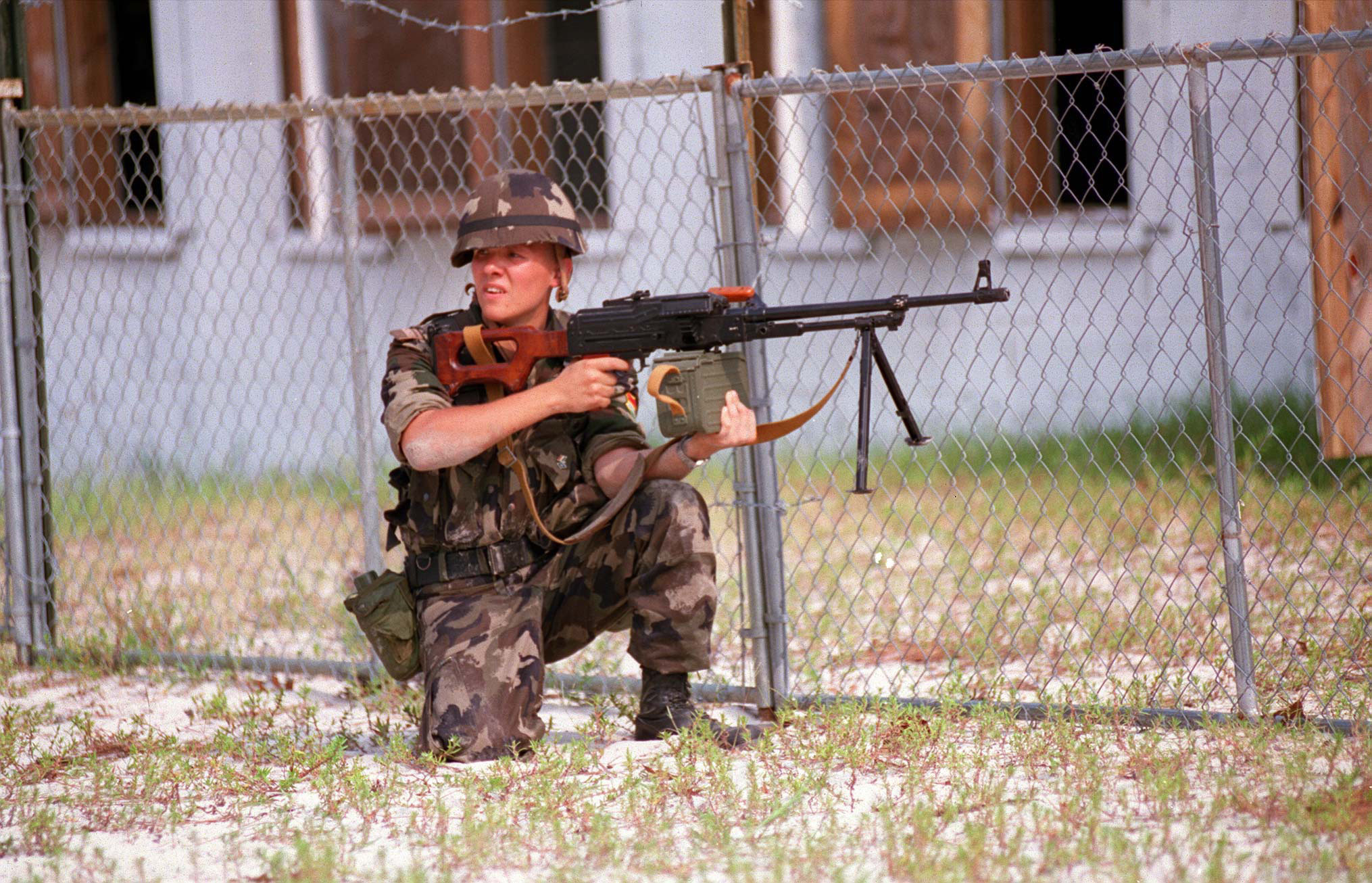
Magyar katona PKM-mel

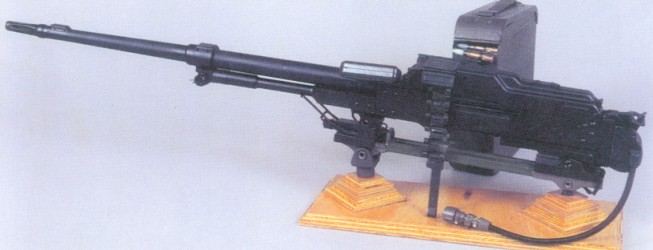
A harcjárműbe szerelhető változat, a PKT. Jobbra az elektromos elsütőszerkezet kábele látható.

Az RPD leváltására fejlesztették ki Mihail Kalasnyikov irányításával. A fegyver a Nyikityin-géppuska (PN) vetélytársaként készült. Alaptípusát, a PK géppuskát 1961-ben rendszeresítették a Szovjet Hadseregben. Néhány évvel később a fegyver a Varsói Szerződés, és más, a Szovjetunióval szövetsége országok hadseregeiben is megjelent. A fegyverhez a Szamozsenkov által eredetileg a Nyikityin-géppuskához 1960-ban szerkesztett 6T2 (GRAU-kód) jelű háromlábú állványt alkalmazták. Az állványos változat a PKSZ jelzést kapta. Harckocsiba épített változata az elektromos elsütőszerkezettel ellátott PKT, páncélozott szállító járműveken használt változata pedig a PKB. 1969-ben jelent meg a fegyver módosított, kisebb tömegű és könnyebben kezelhető változata, a PKM, melynek ugyancsak gyártották a harcjárműbe építhető változatát, a PKMT-et, valamint az állványos változatát, a PKMSZ-t. Utóbbihoz azonban a Sztyepanov-féle 6T5 jelű háromlábú állványt alkalmazzák, mely a 6T2-nél 3,2 kg-mal könnyebb.

## Jellemzői
A PKM a cső alá hajtható villaállvánnyal rendelkezik. A légvédelmi célokra is alkalmas PKMSZ a háromlábú, összecsukható állvánnyal ellátott változat, melynek tömege 4,5 kg. Harcjármű fedélzeti fegyverként a tusa és villaállvány nélküli, elektromos elsütőszerkezettel is szerelhető változat a PKT, mely nehezebb csővel és módosított gázelvezetővel rendelkezik. A PKM géppuska gázelvételes (gázdugattyús) rendszerű, szilárd reteszelésű forgózárfejes. Elsütése nyitott zárhelyzetből történik, melynek gyakorlati jelentősége abban rejlik, hogy a felhevült cső (egészen pontosan a töltényűr része)nem tudja a lőszert a kezelő akaratán kívül beindítani, ugyanis a lőszer az elsütőbillentyű elhúzása után kerül a töltényűrbe. A gázdugattyú a cső alatt helyezkedik el. A heveder egyben maradó tagú, 25 töltényes szakaszokból áll össze. Kétféle rakasz van rendszeresítve: 100 töltényes a géppuskára szerelhető, a  200 darabost a háromlábú állványra lehet rögzíteni. A PKM csak sorozatlövésre alkalmas, irányzéka 1500 méterig állítható,mechanikus íves csapóirányzék. Maximális lőtávolság 3800 méter, mely a cső 35 fokos állásában lehetséges - a lövedék a teljes röppályán megtartja ölőerejét. A géppuska megbízhatóságát fokozza, hogy csöve gyorsan és egyszerűen cserélhető (kb. 400 lövés folyamatos leadása után kell), valamint a működtető gázmennyiség az üzemi körülményeknek megfelelően három állásban állítható (1-es legkisebb gázmennyiség, 3-as legnagyobb gázmennyiség<-ezt extrém hidegben, illetve erősen szennyezett fegyver esetén szabad használni. Amennyiben optimális körülmények között üzemeltetjük 3-as állásban a fegyver a nagy gáznyomás miatt tönkremehet). A csőtorkolaton elhelyezett 70 mm hosszú lángrejtő csökkenti a torkolattűz láthatóságát, és csőszájfékként is működik. A géppuska egyik legnagyobb előnye, hogy egyszerű, ezért rendkívül könnyű fegyver.

## Rendszeresítő országok
- Afganisztán
- Albánia
- Algéria
- Örményország
- Azerbajdzsán
- Banglades
- Fehéroroszország
- Bulgária
- Kambodzsa
- Zöld-foki Köztársaság
- Kína
- Horvátország
- Kuba
- Csehország
- Kongói Demokratikus Köztársaság
- NDK
- Egyiptom
- Finnország
- Grúzia
- Görögország
- Magyarország
- Irán
- Irak
- Kazahsztán
- Kirgizisztán
- Mali
- Moldova
- Nicaragua
- Panama
- Lengyelország
- Románia
- Oroszország
- Kongó
- Szlovákia
- Szovjetunió
- Srí Lanka
- Tádzsikisztán
- Türkmenisztán
- Törökország
- Ukrajna
- Üzbegisztán
- Vietnám
- Jugoszlávia